# Сюлейманлы
Сюлейманлы́ (тур. Süleymanlı; Улния (греч. Ουλνια); Зейту́н (арм. Զեյթունо файле) — село в турецком иле Кахраманмараш. В прошлом — крупный город в армянской Киликии. Слово «зейтун» заимствовано из араб.  زَيْتُون (zaytūn)‎, где переводится как «оливка».

## География
Село находится в труднодоступной местности, что во все времена помогало местным жителям обороняться от захватчиков и сохранять независимость.
Стекающие со склонов окрестных гор речки окружали город с трёх сторон глубокими ущельями. Сам город имел вид амфитеатра.

## История
Первоначально поселение называлось Улния, его население составляли большей частью армяне, меньшей греки. В дальнейшем армянское население увеличивалось за счет переселенцев из Ани. Особенно быстро этот процесс протекает после падения армянского царства Багратидов. Числа армянских домой в городе достигало 800.
В XVII веке в Зейтуне насчитывалось 8 церквей, в дальнейшем это число достигает 10-11. Кроме того, имелось два монастыря (Пркич и Аствацацин), две школы с 600 учениками.
Город был разделен на 4 квартала: Шоворян, Яхубян, Ени-Дуняян (Верин) и Суренян. Кварталы были названы по именам своих глав, один из которых был верховным главой города.
Главы города сохраняли автономность до 1865 года, когда в Зейтуне была утверждена турецкая власть (то есть, по всей видимости, отменено внутреннее самоуправление).
В 1896 году всё турецкое население покинуло Зейтун, в городе остались только армяне. По данным переписи Армянского Патриархата в Константинополе, в 1912 году в казе Зейтун - в городе Зейтун и в семнадцати поселениях, населенных армянами, численность армянского населения составляла 22456 человека. Во время геноцида армян город лишился армянского населения. Частично армяне вернулись в Зейтун после занятия Киликии Французской армией, однако, когда область была отдана Турции, они снова были вынуждены покинуть свои дома. В Ереване после Второй мировой войны армянские репатрианты из Сирии, ранее жившие в Зейтуне, построили район Нор- Зейтун. Сейчас он входит в район Канакер- Зейтун

## Население
Основным занятием армянского населения было садоводство, ремесло и торговля.

## Интересные факты
- «Марш Зейтунцев»[5] (музыка Тиграна Чухаджяна, слова Арутюна Чагряна) стал одним из гимнов национально-освободительной борьбы армянского народа.[6]